# Catherine Ferry
Catherine Ferry (París, 1 de julio de 1953) es una cantante francesa. 
En 1976, participó en el Festival de la Canción de Eurovisión, representando a Francia con la canción "Un, Deux, Trois" (Tony Rallo/ Jean Paul Cara). Consiguió acabar en segunda posición. Trabajó y fue producida principalmente por Daniel Balavoine famoso cantante francés que escribió cerca de 30 canciones para ella.
En 1977 participó en el Festival Yamaha en Japón. En 1982, lanzó la canción "Bonjour, Bonjour" (Linda Lecomte/Balavoine). En 1983, participó en el musical "Abbacadabra" de Alain Boublil basado en canciones de  ABBA. En 1984, lanzó el álbum "Vivre avec la musique", producido por Andy Scott, con música de Daniel Balavoine, Joe Hammer y Michel Rorive, letras de Daniel Balavoine, Linda Lecomte, Patrick Dulphy, Bernard Balavoine y Francis Wauthers.
En la primavera de 2010, dieron un giro, Catherine Ferry volvió a Ginebra para grabar el sencillo "Petit Jean" con el guitarrista John Woolloff. Sus canciones se han convertido en temas de culto, uno de ellos, "Un, Deux, Trois", fue seleccionado para aparecer en la película "Potiche", del director francés François Ozon, con Catherine Deneuve y Gérard Depardieu.

## Discografía
- Sencillos
  - 1975: Julia mon cœur – Chanson pour toi
  - 1976: 1, 2, 3 – Petit Jean
  - 1976: Ma chanson d'amour – Petit Jean
  - 1977: Mélodie bleue – Une histoire d'amour
  - 1977: J'ai laissé le bon temps rouler – Pour tous ceux qui s'aiment
  - 1978: J'imagine – Le chanteur anglais
  - 1979: Dis goodbye à ton goodboy – Baxter
  - 1980: Tu es mon ennemi – Maman vit avec les animaux
  - 1982: Bonjour Bonjour – Il est en retard
  - 1983: Grandis pas – Pourquoi pas
  - 1983: Vivre avec la musique – Un homme tout perdu
  - 1983: Prends tout ce qu'on te donne – Raté 
  - 1986: Tréma – Quelqu'un quelque part – Ce matin 
  - 1989: Manille – Rendez-vous

- Álbumes
  - 1977: Catherine Ferry
  - 1984: Vivre avec la musique
  - 2010: Reedition remastered